# Лікінг Тауншип (округ Клеріон, Пенсільванія)
Лікінг Тауншип (англ. Licking Township) — селище (англ. township) в США, в окрузі Клеріон штату Пенсільванія. Населення — 577 осіб (2020).

## Демографія
Згідно з переписом 2010 року, у селищі мешкало 536 осіб у 193 домогосподарствах у складі 143 родин. Було 245 помешкань
Расовий склад населення:
| - 98,7 % — білих - 0,6 % — азіатів |

До двох чи більше рас належало 0,7 %. Частка іспаномовних становила 0,0 % від усіх жителів.
За віковим діапазоном населення розподілялося таким чином: 28,5 % — особи молодші 18 років, 59,0 % — особи у віці 18—64 років, 12,5 % — особи у віці 65 років та старші. Медіана віку мешканця становила 37,5 року. На 100 осіб жіночої статі у селищі припадало 109,4 чоловіків;  на 100 жінок у віці від 18 років та старших — 110,4 чоловіків також старших 18 років.
Середній дохід на одне домашнє господарство  становив 66 507 доларів США (медіана — 52 188), а середній дохід на одну сім'ю — 72 834 долари (медіана — 57 500). Медіана доходів становила 45 368 доларів для чоловіків та 26 250 доларів для жінок. За межею бідності перебувало 10,6 % осіб, у тому числі 13,5 % дітей у віці до 18 років та 2,2 % осіб у віці 65 років та старших.
Цивільне працевлаштоване населення становило 221 особа. Основні галузі зайнятості: освіта, охорона здоров'я та соціальна допомога — 29,0 %, виробництво — 21,3 %, сільське господарство, лісництво, риболовля — 10,0 %, роздрібна торгівля — 9,5 %.